# Nicola Francesco Haym
Nicola Francesco Haym (1678-1729) foi um libretista italiano, compositor, diretor de teatro e numismata. Seu trabalho como libretista está intimamente ligado a algumas das mais famosas e bem-sucedidas óperas do compositor alemão naturalizado britânico Georg Friederich Händel (1685-1759). Ele também foi um dos maiores responsáveis pela difusão do  gênero ópera séria em idioma italiano na Inglaterra de seu tempo. 

## Biografia
Haym nasceu em Roma em 6 de julho de 1678 e morreu em Londres em 31 de julho de 1729. Sua família era de origem alemã. Foi casado com a cantora lírica Joanna Maria (morta em 1724). Entre 1694 e 1700, Haym trabalhou ao lado de seu irmão, Giovanni Antonio, atuando como violoncelista na orquestra do cardeal Pietro Ottoboni (1667-1740) em Roma. O diretor da orquestra era o renomado músico e compositor Arcangelo Corelli (1753-1713).
Ele se mudou para Londres em 1700. No ano seguinte, Haym assumiu o posto de violoncelista na orquestra de câmara do duque de Bedford, aí permanecendo até 1711. A partir de 1705, Haym se associou a Thomas Clayton (1663-1725) e Charles Dieupart (1667-1740) na adaptação de textos de óperas italianas para o inglês. Esse trabalho foi decisivo para a introdução da ópera séria italiana na Inglaterra. É de Clayton a primeira dessas óperas encenada em Londres, Arsinoe, cuja estreia se deu em 16 de janeiro de 1705. 
Sua influência no mundo operático da capital da Inglaterra teve um marco importante em 1706, quando ele adaptou o libreto da ópera de Giovanni Bononcini Il trionfo di Camilla. O libreto original era de Silvio Stampiglia (1664-1725) e a ópera havia estreado em Nápoles em dezembro de 1696.  A obra foi um grande sucesso em Londres, contribuindo para consolidar o gênero na Inglaterra, fato decisivo para a escolha que o jovem Händel faria, poucos anos depois, de fixar-se no país, atuando de forma genial nesse campo. O trabalho de Haym nesse processo inclui ainda a composição de pasticcios inteiramente em italiano, fato decisivo para que as óperas representadas inteiramente nesse idioma substituíssem as versões bilíngues que mesclavam recitativos em inglês com canto em italiano e mesmo as versões integralmente traduzidas para o idioma inglês.
Em 1720, Haym foi contratado como violoncelista (baixo contínuo) da The Royal Academy of Music e, em 1722, tornou-se secretário desta Academia, cargo que ocupou por seis temporadas. Durante esse período, foi responsável não apenas pela composição dos libretos como também atuou como diretor. Antes de sua morte, ele estava envolvido, juntamente com Händel, no projeto de criação de uma nova academia após o fechamento da anterior.
A importância de seu trabalho como libretista ofuscou por completo suas próprias obras musicais. Nos últimos anos, essas obras têm sido redescobertas e interpretadas. Como numismata, publicou em 1719-20 o livro Del tesoro britannico parte prima, primeira obra sobre moedas antigas editada na Inglaterra. 

## A parceria comHändel[5]
O trabalho de Haym está associado, sobretudo, ao de Händel, compositor para quem ele adaptou diversos libretos para óperas apresentadas em Londres. Merecem destaque Ottone (HWV 15), de 1722, Flavio (HWV 16), de 1723, Giulio Cesare in Egitto (HWV 17) e Tamerlano (HWV 18), ambas de 1724 e Rodelinda (HWV 19), que estreou em 1725. O período de associação com Haym corresponde ao auge da carreira operística de Händel em Londres e óperas como Giulio Cesare e Rodelinda são consideradas, hoje, obras primas da lírica barroca. Haym produziu ainda dois libretos para Giovanni Battista Bononcini (1670-1747) durante sua fase londrina que se estendeu de 1720 a 1732: Calphurnia (1724) e Astianate (1727). Nesse período, o sucesso de Bononcini chegou a rivalizar com o de Händel.

## Trabalhos

### Libretos de Óperas
Adaptações do texto original para o idioma inglês
- Camilla (de Giovanni Bononcini: Il trionfo di Camilla, 1706, Londres).
- Pyrrhus and Demetrius (de Alessandro Scarlatti: Pirro e Demetrio, 1708, Londres).
- Etearco (de Giovanni Bononcini: Etearco, 1711, Londres).
- Dorinda (de Carlo Francesco Pollarolo: La fede riconosciuta, 1712, Londres).
- Creso, re di Lidia (de Girolamo Polani: Creso tolto a le fiamme, 1714, Londres).
- Lucio Vero, imperatore di Roma (de Tomaso Albinoni: Lucio Vero, 1715, Londres).

### Outras obras vocais
- Il reciproc'amore di Tirsi e Clori (serenata per soprano, contralto, archi e basso continuo).
- Alma non ho di pietra (cantata).
- Aprimi il petto amore (cantata per contralto e basso continuo).
- Belle spiagge latine (cantata per una voce e basso continuo).
- È qual invido velo (cantata per soprano, 2 flauti e basso continuo).
- Lontan dall'idol mio (cantata per soprano, 2 violini e basso continuo).
- Mentre in tacito orrore (cantata per una voce e basso continuo).
- Se sto lungi (cantata).
- Se tiranno il bendato bambin (cantata per soprano e basso continuo).
- Ode of Discord (cantata per basso, 2 violini e basso continuo).

### Obras sacras
- David sponsae restitutus (oratório, libretto di Fabio Posterla, Roma, 1699).
- I due luminari del Tebro (oratório, libretto di A. Spagna, Roma, 1700).
- Servizio per la settimana santa (1700).
- Ad arma mortales (moteto, 1700).

6 hinos para o cânone (1716):
- O Lord our governour para soprano, 2 violinos, viola e baixo contínuo.
- The earth is the Lord's para soprano, 2 violinos, viola e baixo contínuo.
- The Lord si the King para soprano, oboé, violino solo, 2 violinos e baixo contínuo.
- O praise the lord in his holiness para soprano, oboé, flauta, violino solo, violoncello solo, 2 violinos e baixo contínuo.
- Have mercy upon me, O God para soprano e 2 baixos com flauta, 2 violinos e baixo contínuo.
- A sing unto the Lord a new song perpara soprano e baixo com flauta, violino solo, violone solo, 2 violinos e baixo contínuo.

### Obras instrumentais
- 12 sonatas a três parra 2 violinos e violone e cembalo, op. 1.
- 12 sonatas a três para 2 violinos e flautas ou violoncelos e baixo contínuo, op. 2.
- Sonata para 2 flautas.
- 4 sonatas da camera para flauta transversa ou oboé ou violino e baixo contínuo.
- 6 sonatas da camera para flauta transversa ou oboé ou violino.

### Libretos para óperas deHändel
- Teseo (HWV 9, 1713).
- Ottone (HWV 15, 1722).
- Flavio (HWV 16, 1723).
- Giulio Cesare in Egitto (HWV 17, 1724).
- Tamerlano (HWV 18, 1724, a partir de texto de Agostino Piovene).
- Rodelinda (HWV 19, 1725, a partir de texto de Antonio Salvi).
- Admeto (HWV 22, 1727)
- Siroe (HWV 24, 1728, a partir de texto de Metastasio.
- Tolomeo (HWV 25, 1728, a partir de texto de Carlo Sigismondo Capece).
- Radamisto(?) (HWV 12, a partir do texto de Domenico Lalli L'amor tirannico, o Zenobia, 1720).